# NGC 5285
NGC 5285 é uma galáxia elíptica (E) localizada na direcção da constelação de Virgo. Possui uma declinação de +02° 06' 38" e uma ascensão recta de 13 horas, 44 minutos e 25,7 segundos.
A galáxia NGC 5285 foi descoberta em 29 de Abril de 1881 por Édouard Jean-Marie Stephan.